# اهریمن ۷۹
اهریمن ۷۹ (به انگلیسی: Demon 79)، پنجمین و آخرین قسمت از فصل ششم مجموعه آنتولوژی علمی‌تخیلی بریتانیایی آینه سیاه است. فیلم‌نامه این قسمت توسط خالق سریال آینه سیاه یعنی چارلی بروکر نوشته شده و توبی هینز وظیفه کارگردانی آن را برعهده داشته‌است. هینز پیش از این اپیزود یواس‌اس کالیستر را نیز کارگردانی کرده بود. آنجانا واسان، کاترین روز مورلی و نیکلاس برنز از جمله بازیگران این اپیزود هستند. اهریمن ۷۹ مثل دیگر اپیزودهای فصل ششم در تاریخ ۱۵ ژوئن ۲۰۲۳ توسط نت‌فلیکس منتشر شد. این اپیزود به همراه میزی دی از جمله قسمت‌هایی هستند که از فضای اصلی سریال فاصله گرفته و به‌طور مستقیم به اثرات فناوری و رابطهٔ آن با انسان نمی‌پردازند و دارای درون‌مایه‌هایی از ژانر ترسناک و علمی-تخیلی هستند.
اهریمن ۷۹ توجه منتقدان را جلب کرد و از نظر بسیاری جزو بهترین اپیزودهای فصل ششم محسوب می‌شود.

## داستان
سال ۱۹۷۹، نیدا زن جوانی است که به عنوان کارمند در یک فروشگاه بزرگ کار کرده و از سوی دیگر افراد از جمله رئیس خود مورد تحقیر و نژادپرستی قرار می‌گیرد. این وضعیت باعث بروز وسواس‌های فکری شدید و درگیری‌های ذهنی برای او می‌شود. در طی رخدادهایی، نیدا طلسمی را پیدا کرده و شیطانی به نام «گاپ» را آزاد می‌کند. «گاپ» دستورالعمل‌هایی مشخص برای نیدا بیان می‌کند؛ از جمله به قتل رساندن افراد در جهت جلوگیری از یک آخرالزمان هسته‌ای. به مرور وضعیت آنقدر از کنترل خارج می‌شود که نیدا مرز بین واقعیت و خیال را از دست می‌دهد